# 480. pr. Kr.
◄ | 6. stoljeće pr. Kr. | 5. stoljeće pr. Kr. | 4. stoljeće pr. Kr. | ►
◄ | 510-ih pr. Kr. | 500-ih pr. Kr. | 490-ih pr. Kr. | 480-ih pr. Kr. | 470-ih pr. Kr. | 460-ih pr. Kr. | 450-ih pr. Kr. | ►
◄◄ | ◄ | 483. pr. Kr. | 482. pr. Kr. | 481. pr. Kr. | 480 pr. Kr. | 479. pr. Kr. | 478. pr. Kr. | 477. pr. Kr. | ► | ►►
Astronomija

## Događaji
- bitka kod Himere
- bitka kod Salamine
- Bitka kod Termopila
- Bitka kod Artemizija

## Rođenja
- Euripid, starogrčki dramatičar